# Schottische Regierung
Die schottische Regierung (Englisch: Scottish Government, Gälisch: Riaghaltas na h-Alba, Scots: Scots Government) unter Leitung des First Minister ist seit 1999 für die meisten Aspekte der Innenpolitik Schottlands verantwortlich. Seit dem 8. Mai 2024 ist John Swinney von der SNP First Minister.

## Geschichte
Schottland wurde durch den Act of Union 1707 mit England zum Königreich Großbritannien vereinigt. Nach dem Wahlsieg der Labour Party bei den Unterhauswahlen 1997 ließ der neu gewählte Premierminister Tony Blair ein Referendum in Schottland abhalten. Die schottische Bevölkerung stimmte mit überwältigender Mehrheit für ein eigenes Parlament mit begrenzten Kompetenzen innerhalb des Vereinigten Königreichs. Seit 1999 sind ein eigenes Parlament, First Minister (vergleichbar mit Ministerpräsidenten und Landeshauptleuten) und Kabinett für die meisten Aspekte der Innenpolitik verantwortlich. Der Amtssitz des First Minister ist Bute House im Edinburger West End. Die Ministerien arbeiten im St. Andrew’s House, Calton Hill, und am Victoria Quay, Leith.

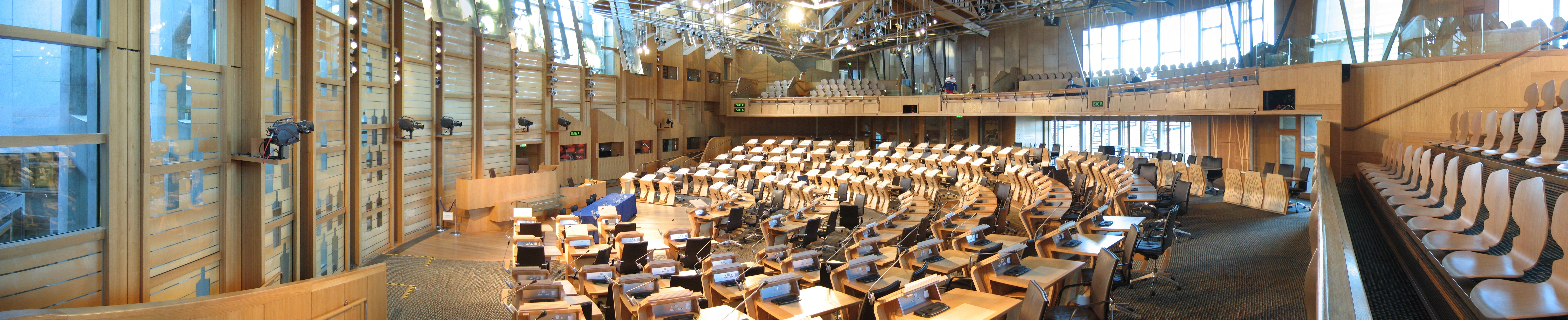
Innenansicht des schottischen Parlaments

1999 wurde die Regierung noch als the Scottish Executive bezeichnet. Spätestens ab 2007 wurde jedoch die Bezeichnung Scottish Government verwendet. Die schottische Regierung unter Alex Salmond (SNP), die sich seit der Wahl 2011 auf eine absolute Mehrheit im Parlament stützen konnte, hatte angekündigt, während der laufenden Legislaturperiode eine Abstimmung zur Unabhängigkeit durchzuführen. Am 15. Oktober 2012 einigten sich der britische Premier David Cameron und Salmond auf einen Zeitpunkt und Eckpunkte des Referendums. Am 18. September 2014 durften die schottischen Bürger endgültig darüber abstimmen, ob Schottland ein souveräner, unabhängiger Staat werden oder weiterhin Teil des Vereinigten Königreichs bleiben sollte. Nach dem amtlichen Endergebnis der Abstimmung, das am Morgen des 19. September 2014 vorlag, stimmten die Mehrheit der Wahlberechtigten am Vortag auf die Frage, ob Schottland ein unabhängiges Land sein und sich von Großbritannien abspalten solle, mit Nein. 55,3 Prozent stimmten gegen und 44,7 Prozent für eine Abspaltung. Die Wahlbeteiligung war mit 84,6 Prozent außerordentlich hoch.
Nach dem Rücktritt Salmonds nach dem gescheitertem Unabhängigkeitsreferendum ist seit dem 19. November 2014 Nicola Sturgeon von der SNP First Minister Schottlands.
Nach der Parlamentswahl 2016 wurde Nicola Sturgeon am 17. Mai 2016 vom schottischen Parlament zur First Minister wiedergewählt und am 18. Mai 2016 bildete  sich das Kabinett Sturgeon II. Die Regierung ist eine Minderheitsregierung der Scottish National Party, die bei den Parlamentswahlen 2016 die Mehrheit der Mandate errang aber die absolute Mehrheit um 2 Mandate verfehlte.
Nach dem Rücktritt von Sturgeon wurde Humza Yousaf am 28. März 2023 zum First Minister gewählt. Er regierte zunächst in einer Koalition mit der Scottish Green Party. Das Bündnis wurde von den Grünen am 24. April aufgekündigt. Anschließend trat Yousaf zurück. Am 7. Mai 2024 wurde John Swinney zu seinem Nachfolger gewählt. Am Tag darauf fand die offizielle Amtseinführung mit Vereidigung statt.

## Bisherige Amtsträger
| Person          | Portrait | Partei                  | Partei                  | Beginn der Amtszeit | Ende der Amtszeit                   | Kabinett                                                                            | Grund für das Ende der Amtszeit                        |
| --------------- | -------- | ----------------------- | ----------------------- | ------------------- | ----------------------------------- | ----------------------------------------------------------------------------------- | ------------------------------------------------------ |
| Donald Dewar    |          |                         | Scottish Labour Party   | 13. Mai 1999        | 11. Oktober 2000                    | Dewar                                                                               | verstarb während seiner Amtszeit                       |
| Henry McLeish   |          | Scottish Labour Party   | 26. Oktober 2000        | 8. November 2001    | McLeish                             | Rücktritt aufgrund der Officegate-Affäre                                            |                                                        |
| Jack McConnell  |          | Scottish Labour Party   | 22. November 2001       | 16. Mai 2007        | McConnell I McConnell II            | Niederlage bei den Schottischen Parlamentswahlen 2007                               |                                                        |
| Alex Salmond    |          |                         | Scottish National Party | 16. Mai 2007        | 19. November 2014                   | Salmond I Salmond II                                                                | Rücktritt nach gescheitertem Unabhängigkeitsreferendum |
| Nicola Sturgeon |          | Scottish National Party | 20. November 2014       | 28. März 2023       | Sturgeon I Sturgeon II Sturgeon III | Rücktritt                                                                           |                                                        |
| Humza Yousaf    |          | Scottish National Party | 28. März 2023           | 7. Mai 2024         | Yousaf                              | Rücktritt nach der Beendigung der Duldungsvereinbarung zwischen der SNP und der SGP |                                                        |
| John Swinney    |          | Scottish National Party | 8. Mai 2024             | amtierend           | Swinney                             |                                                                                     |                                                        |

## Parlamente und Kabinette seit 1999
| Legislaturperiode                     | Kabinette    | First Minister  | Beginn der Amtszeit | Ende der Amtszeit | Regierungspartei(en)                            | Sitze                     |
| ------------------------------------- | ------------ | --------------- | ------------------- | ----------------- | ----------------------------------------------- | ------------------------- |
| 1. Schottisches Parlament (1999–2003) | Dewar        | Donald Dewar    | 13. Mai 1999        | 11. Oktober 2000  | Scottish Labour Scottish LibDems                | 72/129                    |
| 1. Schottisches Parlament (1999–2003) | McLeish      | Henry McLeish   | 26. Oktober 2000    | 8. November 2001  | Scottish Labour Scottish LibDems                | 72/129                    |
| 1. Schottisches Parlament (1999–2003) | McConnell I  | Jack McConnell  | 22. November 2001   | 20. Mai 2003      | Scottish Labour Scottish LibDems                | 72/129                    |
| 2. Schottisches Parlament (2003–2007) | McConnell II | Jack McConnell  | 20. Mai 2003        | 17. Mai 2007      | Scottish Labour Scottish LibDems                | 67/129                    |
| 3. Schottisches Parlament (2007–2011) | Salmond I    | Alex Salmond    | 17. Mai 2007        | 18. Mai 2011      | Scottish Nationals                              | 47/129                    |
| 4. Schottisches Parlament (2011–2016) | Salmond II   | Alex Salmond    | 19. Mai 2011        | 19. November 2014 | Scottish Nationals                              | 69/129                    |
| 4. Schottisches Parlament (2011–2016) | Sturgeon I   | Nicola Sturgeon | 19. November 2014   | 18. Mai 2016      | Scottish Nationals                              | 69/129                    |
| 5. Schottisches Parlament (2016–2021) | Sturgeon II  | Nicola Sturgeon | 18. Mai 2016        | 19. Mai 2021      | Scottish Nationals Tolerierung: Scottish Greens | 63/129 Tolerierung: 6/129 |
| 6. Schottisches Parlament (2021–)     | Sturgeon III | Nicola Sturgeon | 19. Mai 2021        | 28. März 2023     | Scottish Nationals Scottish Greens              | 71/129                    |
| 6. Schottisches Parlament (2021–)     | Yousaf       | Humza Yousaf    | 28. März 2023       | 7. Mai 2024       | Scottish Nationals Scottish Greens              | 71/129                    |
| 6. Schottisches Parlament (2021–)     | Swinney      | John Swinney    | 8. Mai 2024         |                   | Scottish Nationals                              | 63/129                    |